# Никитина, Анастасия Васильевна
Анастасия Васильевна Никитина (род. 28 мая 1990, Целиноград (ныне Астана), КССР) — российская модель, победительница конкурса «Мисс Бикини Мира» (2012), мастер спорта по легкой атлетике.

## Биография
Родилась и выросла в г. Астана (ранее Целиноград). С 10 лет родители отдали заниматься в секцию по легкой атлетике, где в течение 7 лет Анастасия совершенствовала себя. Мама учитель русского языка, отец тренер по велоспорту. В 15 лет получила звание мастера спорта по легкой атлетике. В 16 впервые попробовала себя в качестве фотомодели. В 18 лет поступила в Казахстанско-Российский университет на факультет экономики. Параллельно занималась модельным бизнесом, окончив университет с красным дипломом, в 22 года переехала в Москву, так же продолжала сниматься для журналов в качестве фото-модели, работала со многими фотографами, как с русскими, так и с украинскими. 
Летом 2012 прошла кастинг и получила приглашение участвовать в конкурсе «Мисс бикини мира» и одержала победу. Затем снялась для журнала Maxim. Помимо главной короны Мисс Бикини Мира 2012 Анастасия Никитина также получила почетное звание — лицо замка Cantacuzino. В течение 2013 года её ждет ряд официальных и благотворительных миссий, множество видео и фото съемок, которые украсят сувениры и официальную полиграфию замка Cantacuzino.
В 2013 году Анастасия Никитина стала номинанткой мартовского этапа конкурса «Девушка месяца» от программы «Все включено» телеканала Россия-2. и портала Sportbox.ru
В сентябре 2014 года Анастасия Никитина снялась в откровенной фотосессии для обложки чешского журнала Playboy. В 2016 году Никитина снялась для обложки итальянского журнала Playboy. В 2017 году Анастасия Никитина попала в американский календарь Playboy и стала девушкой месяца (март).

## Увлечения и личная жизнь
Анастасия активно занимается спортом и йогой.. По собственному признанию Анастасия Никитина предпочитает анаэробные нагрузки (любимое упражнение — выпады с приседаниями с гантелями в руках). В свободное от работы и занятий спортом время изучает эзотерику.